# Arpașu de Sus, Sibiu
Arpașu de Sus (în germană Oberarpasch, în maghiară Felsőárpás) este un sat în comuna Arpașu de Jos din județul Sibiu, Transilvania, România. Se află în partea de est a județului, în Depresiunea Făgărașului.

## Geografie
Arpașu de Sus este străbătut, de la Sud la Nord, de Râul Arpașul Mare și de Râul Arpășel, care se unesc în norul localității formând Râul Arpaș, afluent al Oltului, pe partea stângă.

## Istoric
- Pe teritoriul acestei localități s-a descoperit o cetate dacică, pe platoul înalt denumit „Cetățeaua”, cu poziție strategică dominantă, de unde putea fi controlată Valea Oltului. Platoul este separat de restul promontoriului printr-un val de pământ și un șanț. Valul măsoară astăzi 6 m grosime, iar șanțul 13 m lărgime la gură și 2,2 m adâncime. Pe creasta valului s-a găsit o palisadă, alcătuită din pari groși de lemn, dispuși pe patru rânduri. Asezarea se datează între sec. I î.C. – I d.C.
- Anul primei atestări este 1589, unde este menționat locul „Felseo Arpas”.
- În anul 1733, când episcopul greco-catolic Inocențiu Micu-Klein a dispus organizarea unei conscripțiuni[3] în Ardeal, în localitatea Felső-Arpás au fost recenzate 100 de familii românești;[4] cu alte cuvinte, în acea localitate viețuiau circa 500 de români. Din registrul aceleiași conscripțiuni, mai aflăm numele preoților care serveau în localitatea Felső-Arpás: Popa Algye (adică Aldea), Popa Opre (adică Oprea), ambii uniți[5], precum și Popa Koman (Coman) și Popa Halmágy (Halmagiu), aceștia fiind neuniți[6], adică ortodocși.[4] În localitatea Felső-Arpás funcționa o biserică.[4] Denumirea localității era redată în limba maghiară, iar numele preoților erau redate cu ortografie maghiară, întrucât rezultatele recensământului urmau să fie prezentate unei comisii formate din neromâni, în majoritate maghiari.[7] Din punct de vedere al administrației bisericești, localitatea Felső-Arpás făcea parte din protopiatul Ludișor al Bisericii Române Unite cu Roma (greco-catolică), în limba latină: Archidiaconatus Ludisoriensis.[4]

## Turism
În sudul localității Arpașu de Sus s-a dezvoltat complexul turistic Păstrăvăria Albota.

## Vezi și
- Biserica „Adormirea Maicii Domnului”

## Galerie de imagini

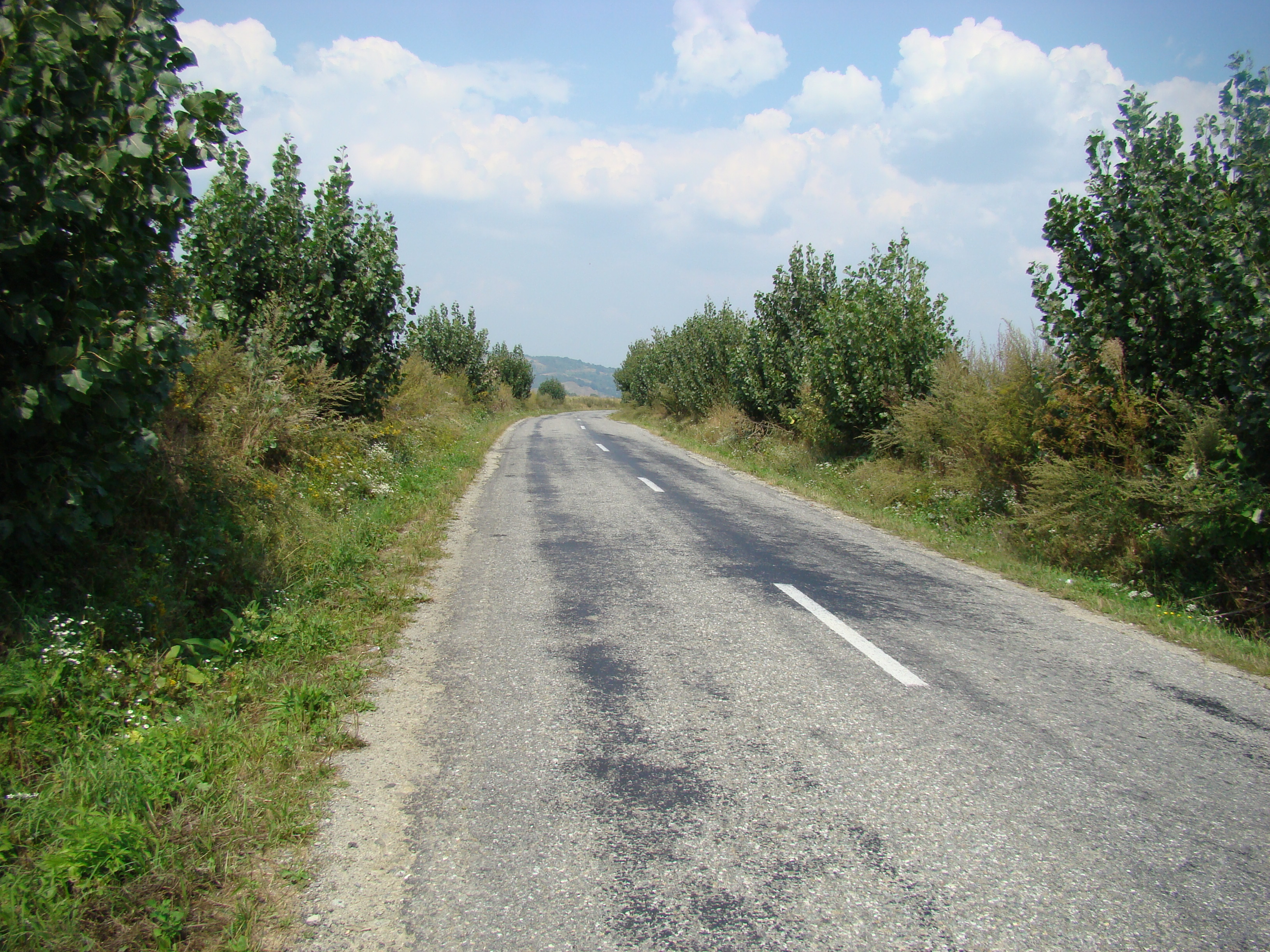
Drumul Arpașu de Jos-Arpașu de Sus
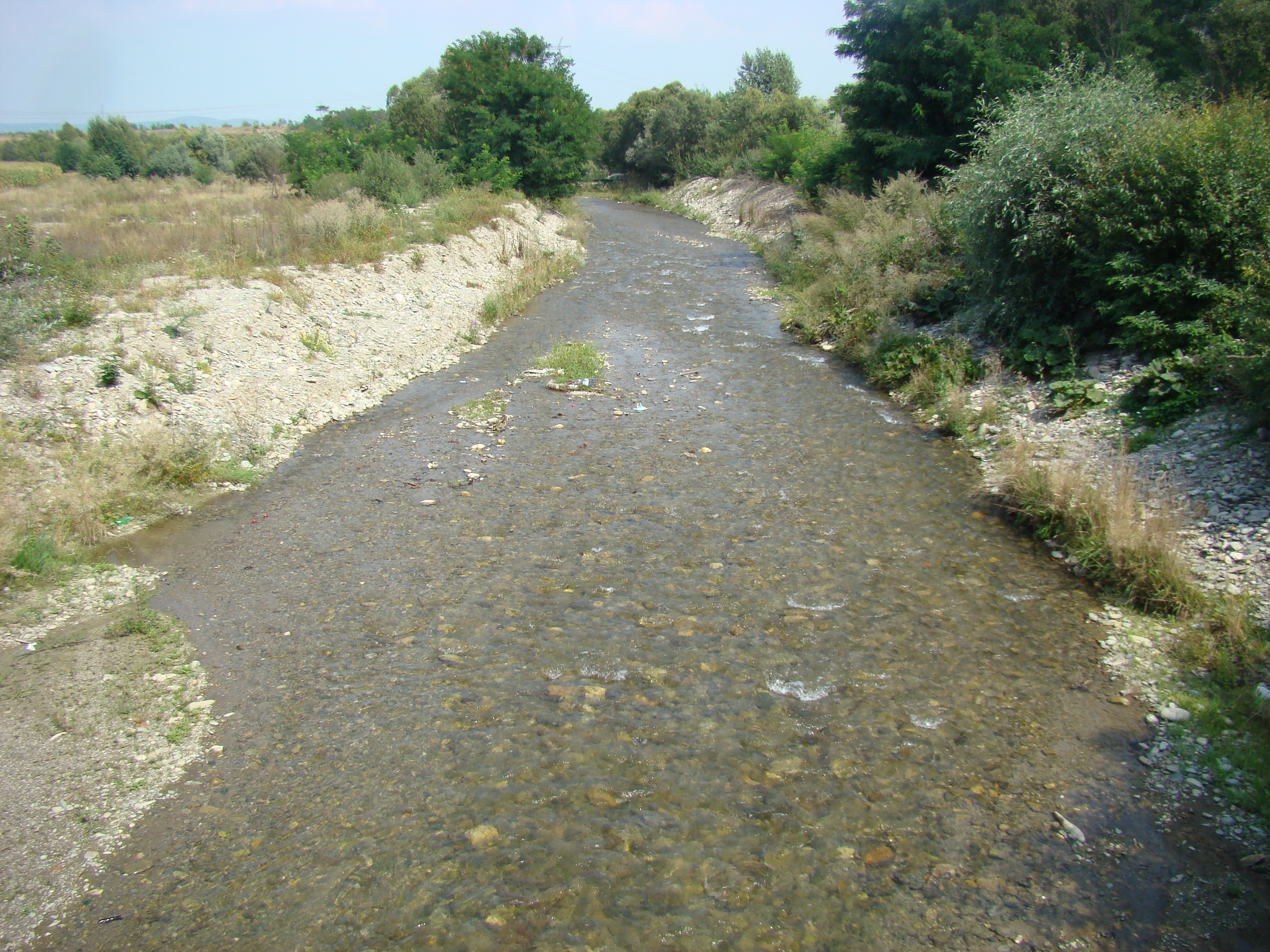
Râul Arpașu
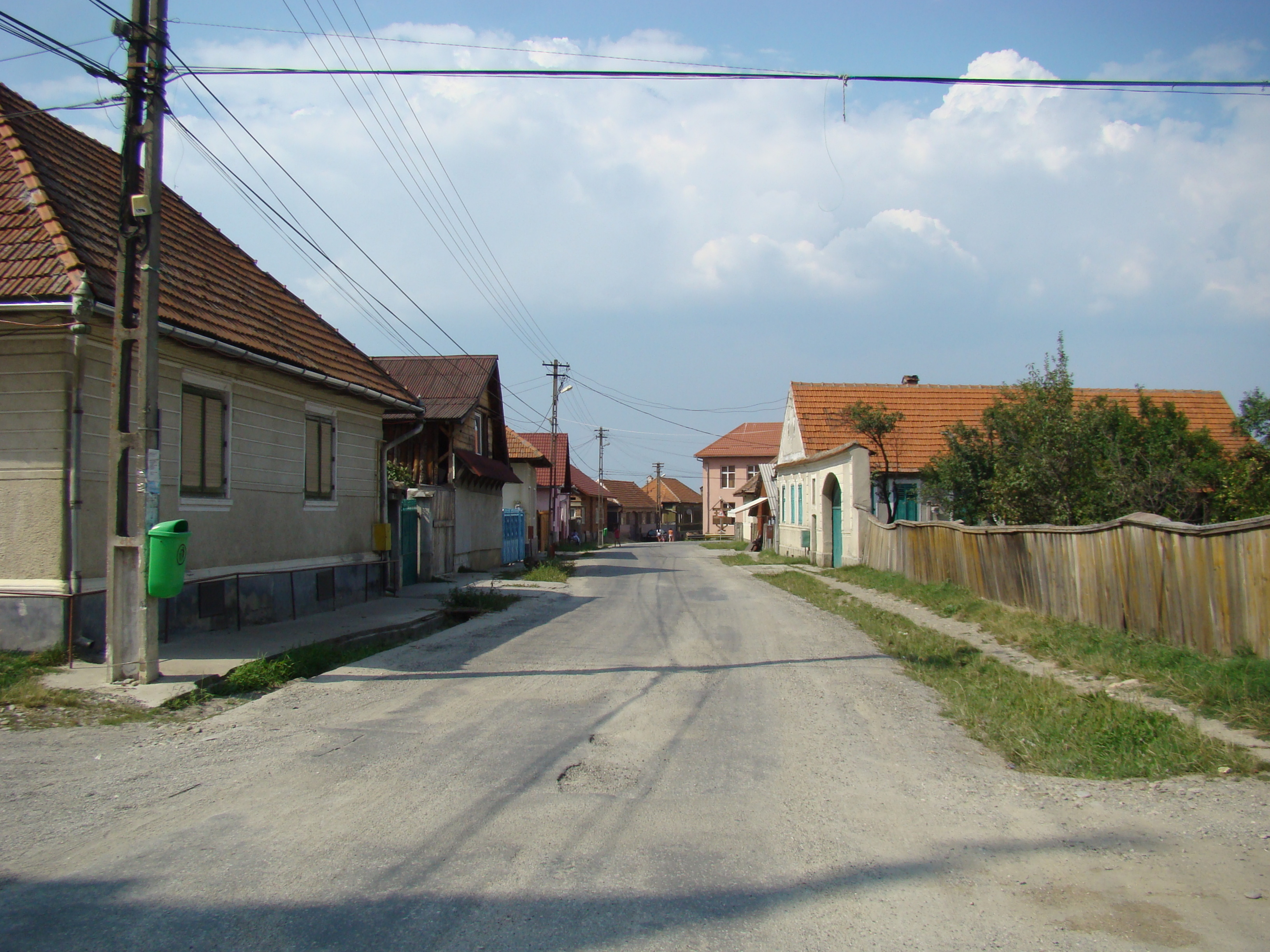
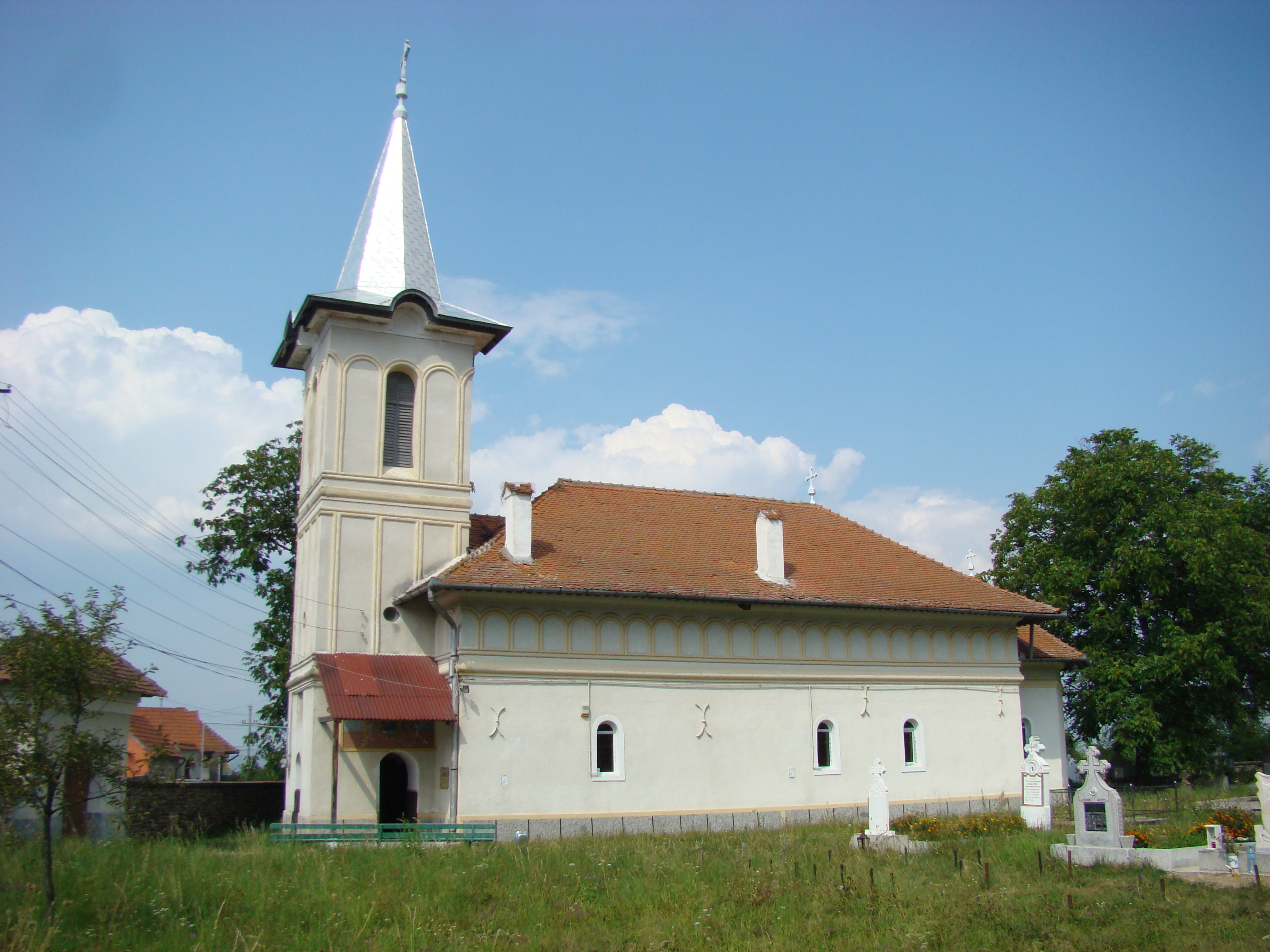
Biserica „Adormirea Maicii Domnului”, monument istoric (1802)
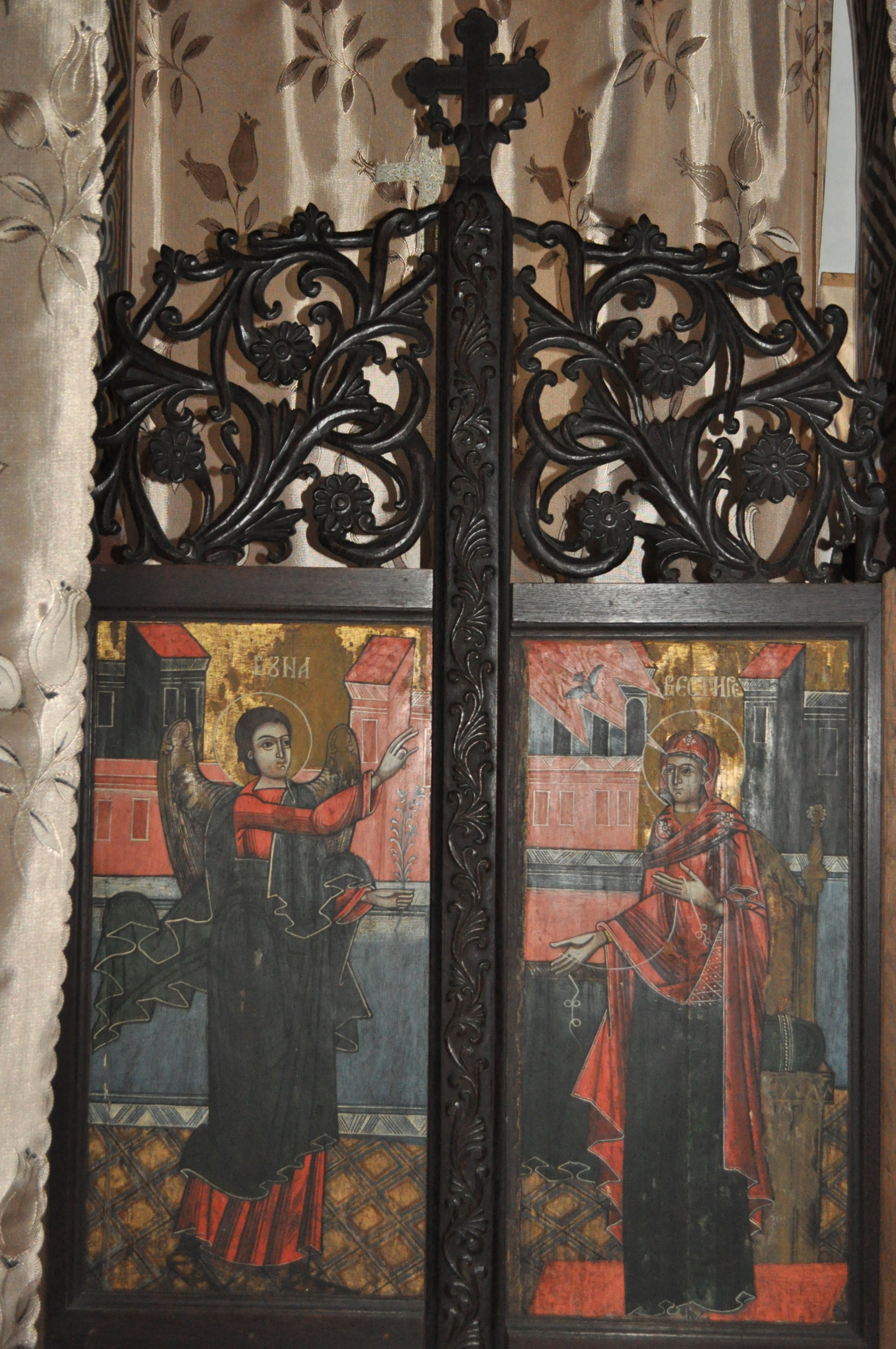
Biserica „Adormirea Maicii Domnului” (ușile împărătești)
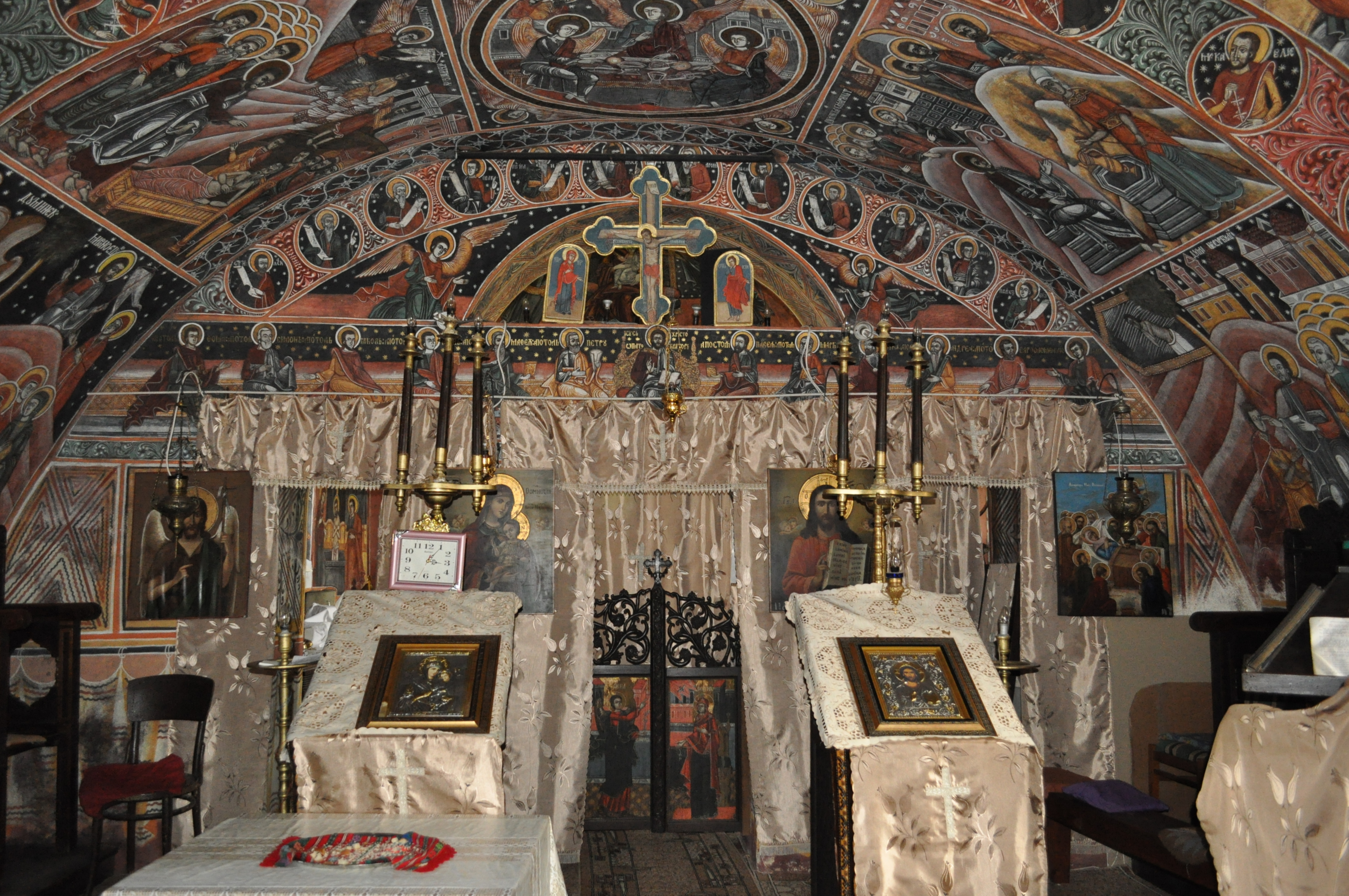
Biserica „Adormirea Maicii Domnului” (nava spre iconostas)
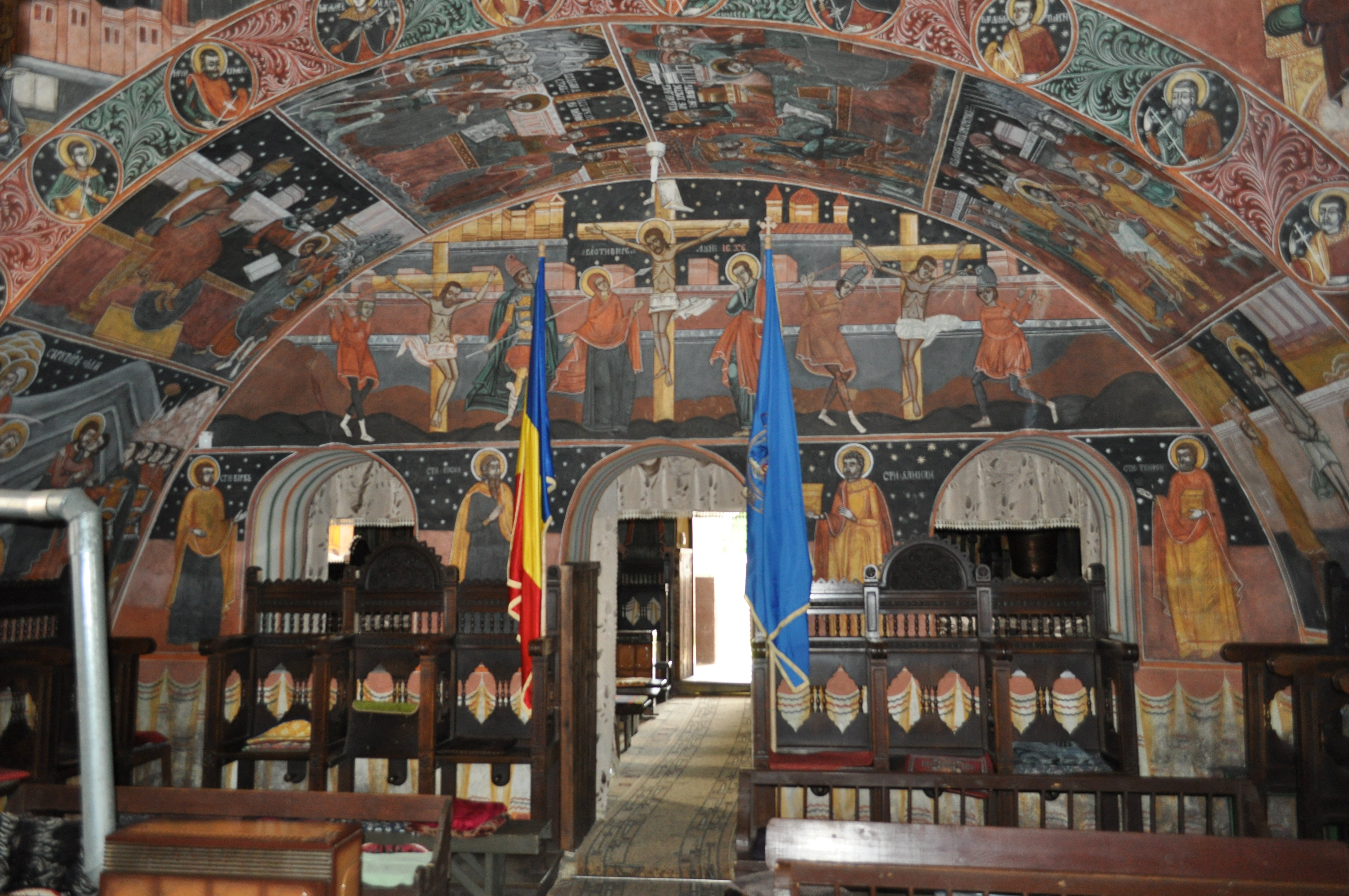
Biserica „Adormirea Maicii Domnului” (nava spre ieșire)
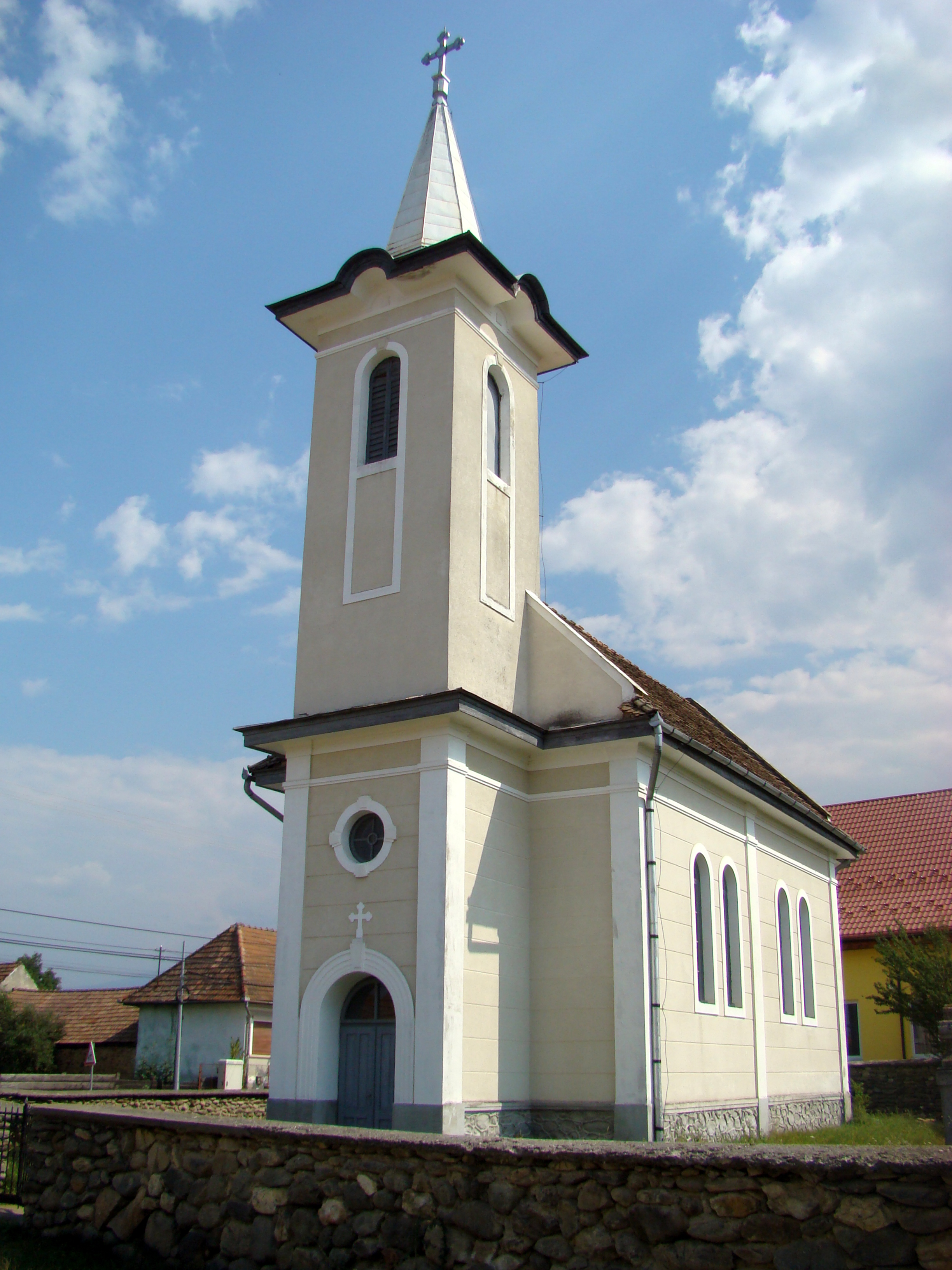
Biserica „Sfântul Mare Mucenic Gheorghe”
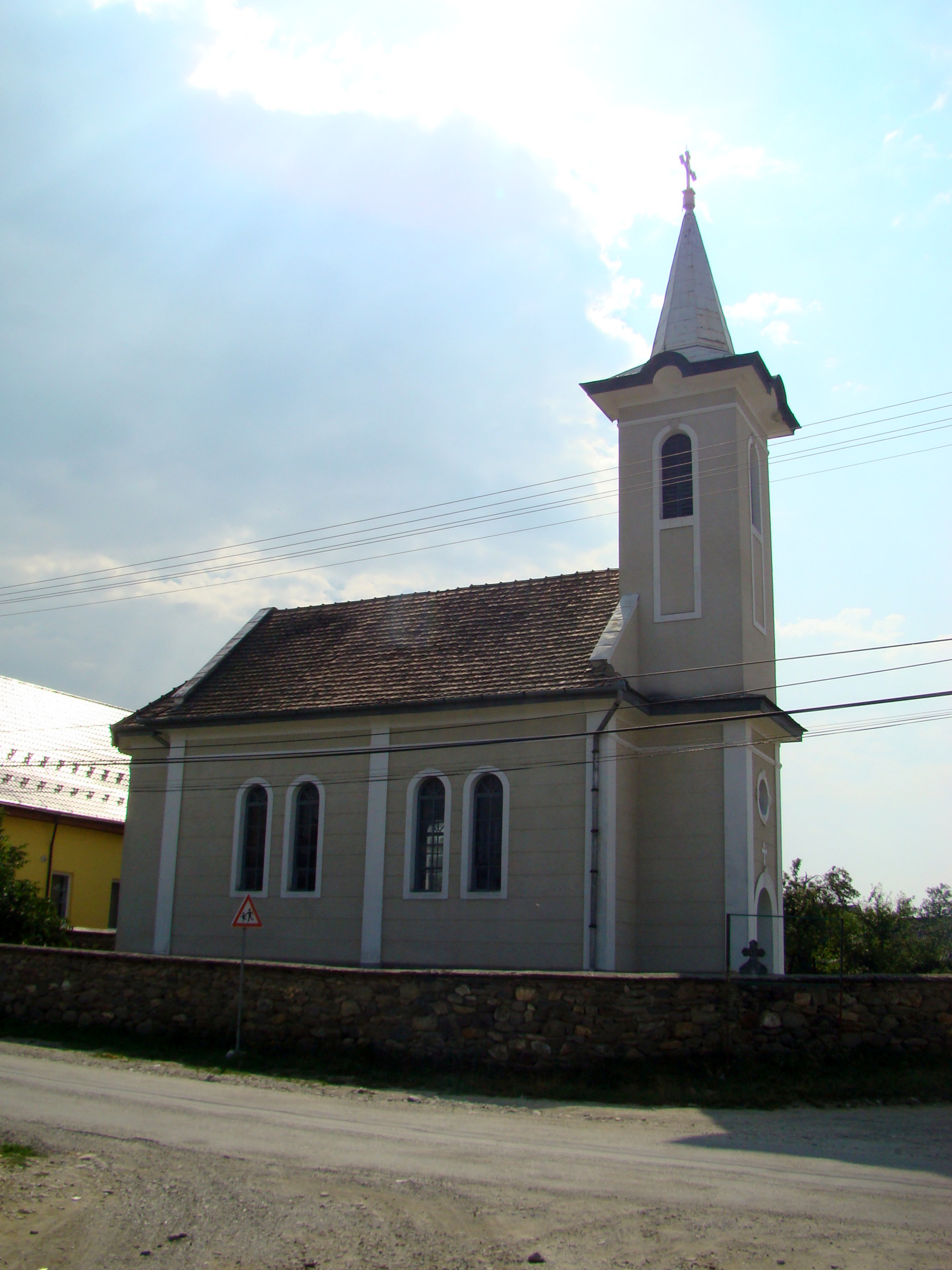
Biserica „Sfântul Mare Mucenic Gheorghe”
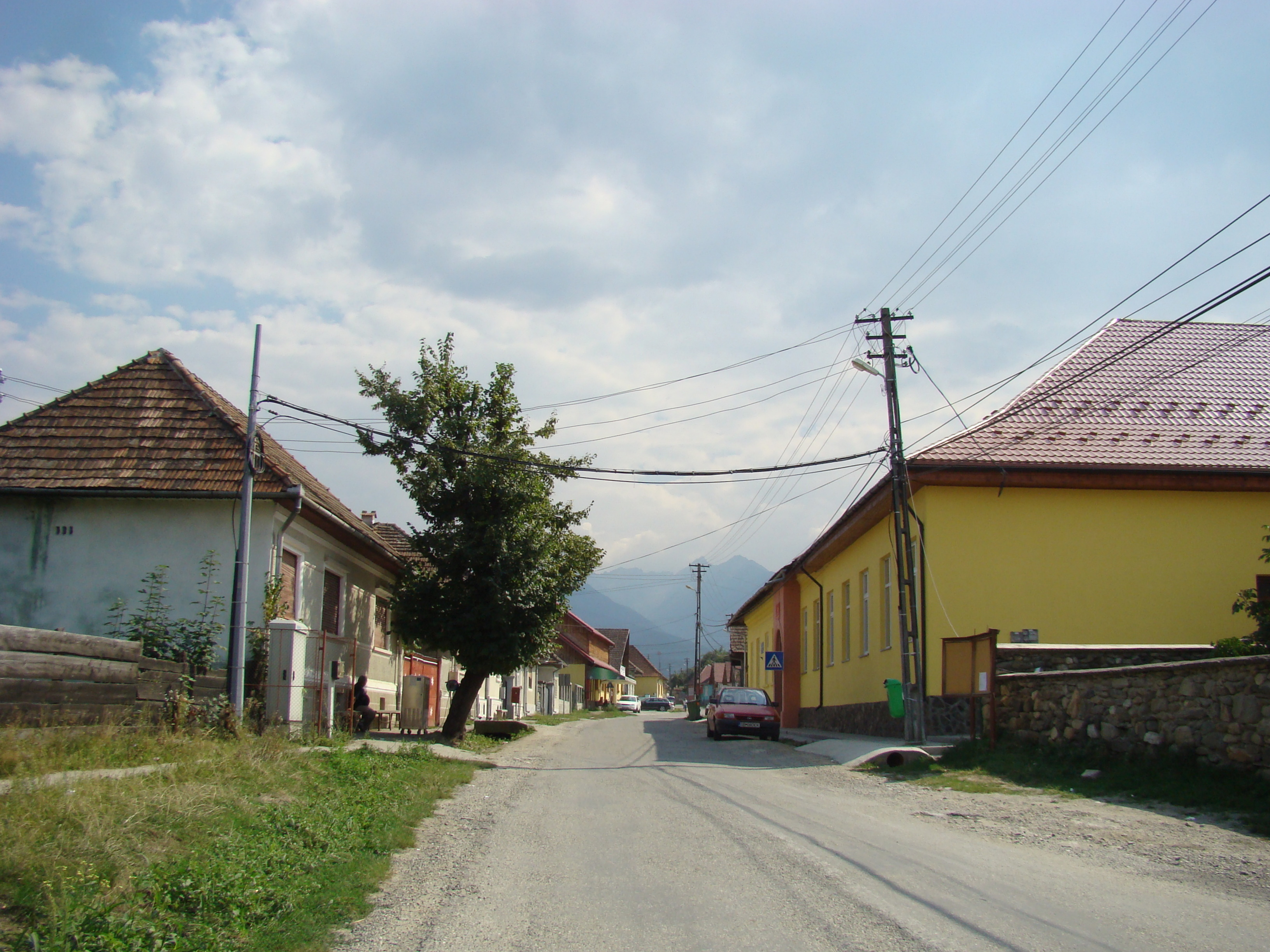